# Хайдэн

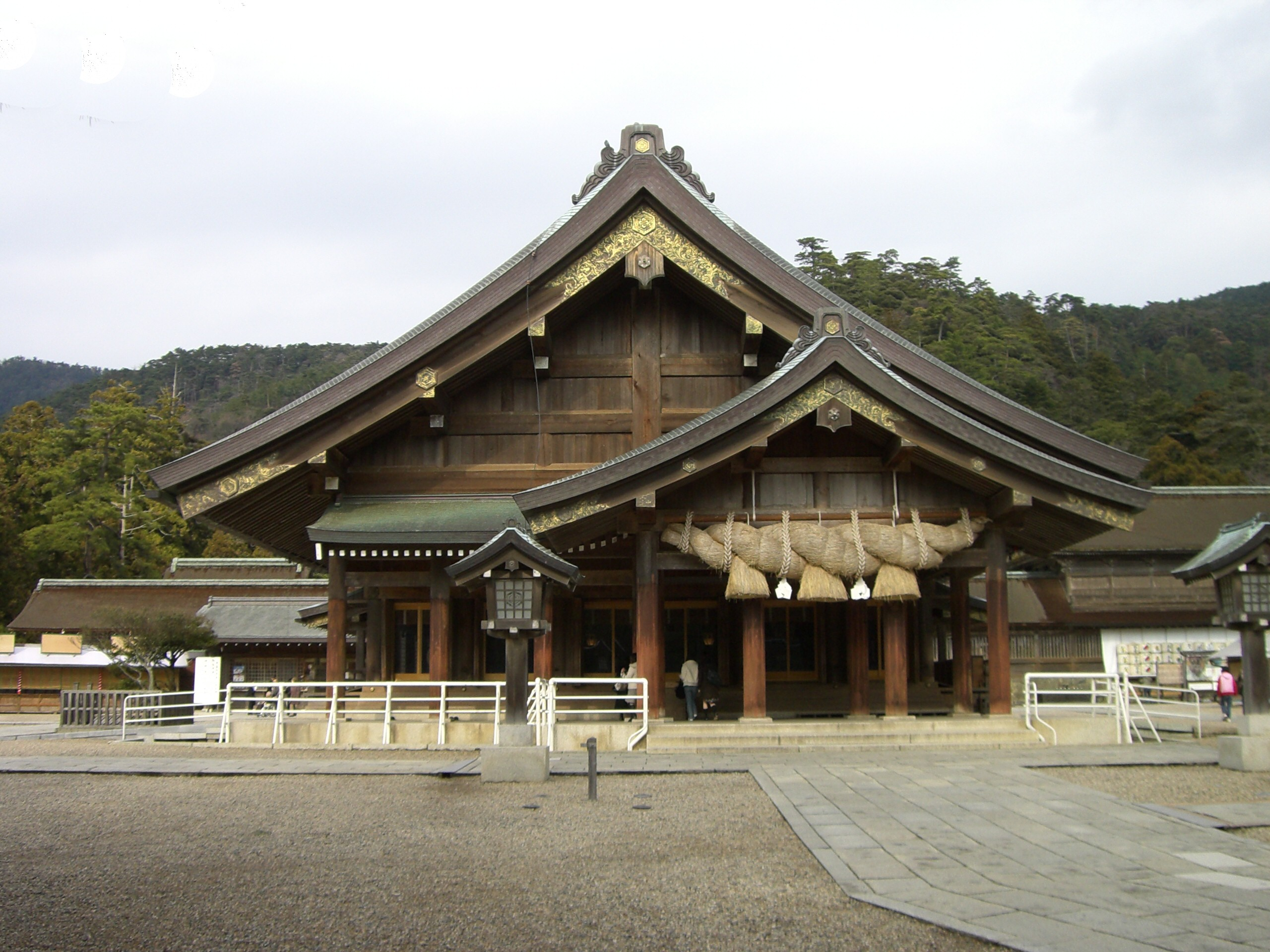
Хайдэн храма Идзумо-тайся

Хайдэн  (яп. 拝殿) — зал для молящихся в синтоистском храмовом комплексе. Обычно он расположен непосредственно перед главной святыней храма (хондэном) и больше его по размеру. Хайдэн часто соединяется с хондэном залом ритуальных пожертвований —  хэйдэном. В отличие от хондэна, закрытого для публики, хайдэн представляет собой место для проведения церемоний и поклонения ками. В некоторых случаях храм может не иметь хондэна — например, если он посвящён божеству горы, на которой находится, — тогда хайдэн является самым значимым строением храмового комплекса. 